# Свибю
Сви́бю (эст. Sviby), в 1977—1997 годах Сви́йби (эст. Sviibi), на местном говоре Сви́ибе (Sviibe) — деревня в волости Вормси уезда Ляэнемаа, Эстония. Расположена на острове Вормси. Исторически являлась деревней балтийcких шведов, основная часть которых эмигрировала в Швецию в последние годы Второй мировой войны. В деревне есть морской порт, единственный на острове; с мая по сентябрь работает Хуторской музей Вормси; в летние месяцы открыты кафе и сауна. На территории деревни находится часть природного парка Вормси. Залив Свибю рядом с деревней и его прибрежные земли являются орнитологической зоной международного значения.

## География и описание
Деревня расположена в южной части острова Вормси, в 5 километрах от волостного центра — деревни Хулло. Высота над уровнем моря — 12 метров.
На землях деревни находится часть природного парка Вормси, площадь которого составляет 10,5 км². Целью создания этого природоохранного объекта является сохранение своеобразного и легко уязвимого природного ландшафта Западно-Эстонского архипелага и характерного для региона культурного ландшафта, находящегося под угрозой исчезновения.
В деревне установлены верхний и нижний маяки Свибю, 
географические координаты первого — 58°58′29″ с. ш. 23°18′24″ в. д., высота от поверхности земли составляет 14,8 метров, высота огня над уровнем моря — 19 метров; 
географические координаты второго — 58°58′14″ с. ш. 23°18′45″ в. д., высота от поверхности земли составляет 6,8 метров, высота огня над уровнем моря — 10,9 метров. 
Оба маяка работают круглосуточно.
Климат умеренный. Официальный язык — эстонский. Почтовый индекс — 91313.

## Население
Несмотря на выгодное расположение деревни на острове, численность её населения после 2017 года лет стабильно уменьшается. Согласно переписи населения 2021 года, в деревне было 29 жителей, из них 27 (93,1 %) — эстонцы.
По данным переписи населения 2011 года, в деревне проживали 22 человека, все — эстонцы.
По состоянию на 1 января 2020 года в деревне насчитывалось 35 жителей: 10 женщин и 25 мужчин; 11 человек — лица пенсионного возраста (65 лет и старше) и 24 человека трудоспособного возраста (15-64 года).
Численность населения деревни Свибю:
| Год  | 1934 | 1948  | 1959  | 1970 | 1979 | 1989 | 1998 | 1999 | 2011 | 2017 | 2018 | 2019 | 2020 | 2021 |
| ---- | ---- | ----- | ----- | ---- | ---- | ---- | ---- | ---- | ---- | ---- | ---- | ---- | ---- | ---- |
| Чел. | 352  | ↘ 183 | ↘ 108 | ↘ 52 | ↗ 56 | ↘ 48 | ↗ 50 | ↗ 53 | ↘ 22 | ↗ 41 | ↘ 39 | ↘ 36 | ↘ 35 | ↘ 29 |

## История
В письменных источниках 1540 года название деревни указывается как Zwybů, 1565 года — Swyby, 1590 года — Suieby, 1637 года — Swiby, на картах 1898 года — Свиби, Свибю и Свибы. На военно-топографических картах Российской империи (1846—1863 годы), в состав которой входила Эстляндская губерния, деревня обозначена как Свибю.
В 1977—1997 годах официальным названием деревни было Свийби (эст. Sviibi).
С XVI века остров Вормси в основном заселяли балтийские шведы. Основной причиной их переселения из Швеции было желание освободиться от власти шведских помещиков и найти лучшие условия жизни в Эстляндии, где плотность населения была гораздо ниже. Основным источником доходов местных жителей была рыбная ловля. В 1934 году на острове проживали 2547 человек, из них эстонцы составляли только 4,5 % и большей частью проживали в Свибю.
С середины XVIII века деревня Свибю, как и весь остров Вормси, отошла во владение барона Карла фон Штакельберга (Karl Wilhelm von Stackelberg), владельца расположенной на острове мызы Магнусгоф. Однако в результате последовавших за этим судебных процессов между шведскими крестьянами и Штакельбергами, первые в середине XIX века получили свободу от правления мызниками.
Деревня Свибю частично является населённым пунктом хауфендорф-типа (нем. Haufendorf, дома расположены свободными группами без всякого плана, но, как правило, вдоль улицы), частично — так называемой «разбросанной деревней» (хутора расположены по одному или по два между земельными участками, лесами и пастбищами).
Деревня дважды горела: в 1825 году пожар охватил весь населённый пункт, в пору сенокоса 1932 года пожар уничтожил восточную часть деревни.
На месте нынешнего морского порта изначально был рыбный порт, связь с материком осуществлялась через другие порты острова. На самом конце морского мыса на сваях стоял причал, с которого на моторных лодках жители острова доплывали до Хаапсалу. Портовый мол был возведён после 1932 года.
По переписи населения 1934 года, в Свибю было 65 дворов. К началу Второй мировой войны в деревне насчитывалось 61 хозяйство и 352 жителя, из них 68 — эстонцы. Деревня была на острове третьей по численности населения (после Боррбю и Керслети). В 1944 году, когда войска вермахта уходили с территории Эстонии под натиском Красной армии, из Свибю в Швецию эмигрировали около 280 человек.
До начала 1950-х годов в Свибю работала библиотека, которая затем переехала в деревню Сууремыйза.

## Инфраструктура
В Свибю есть морской порт (код EESVI) с причалом общей длиной 204,8 метра. Причальную часть длиной 33,8 метра и шириной 6,1 метра, установленную на сваи, соединяет с берегом сложенный из камней мол длиной 171 метр. Технические данные порта: общий тоннаж судна — от 500 до 7499 тонн, максимальная длина судна — 50 метров, максимальная ширина судна — 15 метров, максимальная осадка судна — 3,2 метра.
Через порт Свибю осуществляется паромное сообщение с портом Рохукюла на материке; зимой сообщение при возможности осуществляется также по ледовому пути. Для парома на причале построен пандус, для яхт — дебаркадер.
В летний период паромы ходят два или три раза в день, в зимний период реже; их работа сильно зависит от погоды. В соответствии с графиком работы парома, из Свибю выходит автобус, курсирующий по круговой островной дороге. Недалеко от порта начинается туристическая тропа протяжённостью около 3 километров, ведущая в деревню Румпо.
С июня по август в Свибю работает небольшое кафе с меню а-ля карт «Таре-Тареке» (Sviby Tare-Tareke), рядом с которым есть сауна и где также можно заказать приватный ночлег в деревне.

## Достопримечательности
- Ледниковый валун Скярестайн (Skärestain), находится между деревнями Свибю и Хосбю, имеет охват 22 метра и высоту 3,4 метра; под защитой государства с 1941 года[25];
- ветряная мельница Свибю[26];
- музей Вормси на хуторе Пеарсе (Pearsgården) — типичный довоенный хутор местных шведов. В музее можно купить изделия ручной работы, сувениры и книги о Вормси. В летние месяцы здесь проходят различные мероприятия и учебные занятия, в июле месяце можно увидеть процесс изготовления деревянной лодки, в мае, начале июня и в сентябре — процесс вязания «хаапсалуской» шали. Время работы музея по состоянию на 2023 год: открыт с 15 мая по 24 сентября со среды по воскресенье с 11 до 17 часов[27][28];
- мемориальный камень в память о балтийских шведах — военных беженцах.

## Происхождение топонима
Есть две версии происхождения топонима Свибю:

1) название деревни происходит от шведского слова svidja — «сжигать», «подсекать лес под пашни»; таким образом, деревня основана на месте подсечённого леса;

2) считается, что древние переселенцы прибыли сюда из центральной части Швеции — Свеаланда, от которой и произошло название поселения.